# Melinna albicincta
Melinna albicincta är en ringmaskart som först beskrevs av Mackie och Pleijel 1995.  Melinna albicincta ingår i släktet Melinna och familjen Ampharetidae. Arten är reproducerande i Sverige. Inga underarter finns listade i Catalogue of Life.